# Centro de Curling Cubo de Hielo

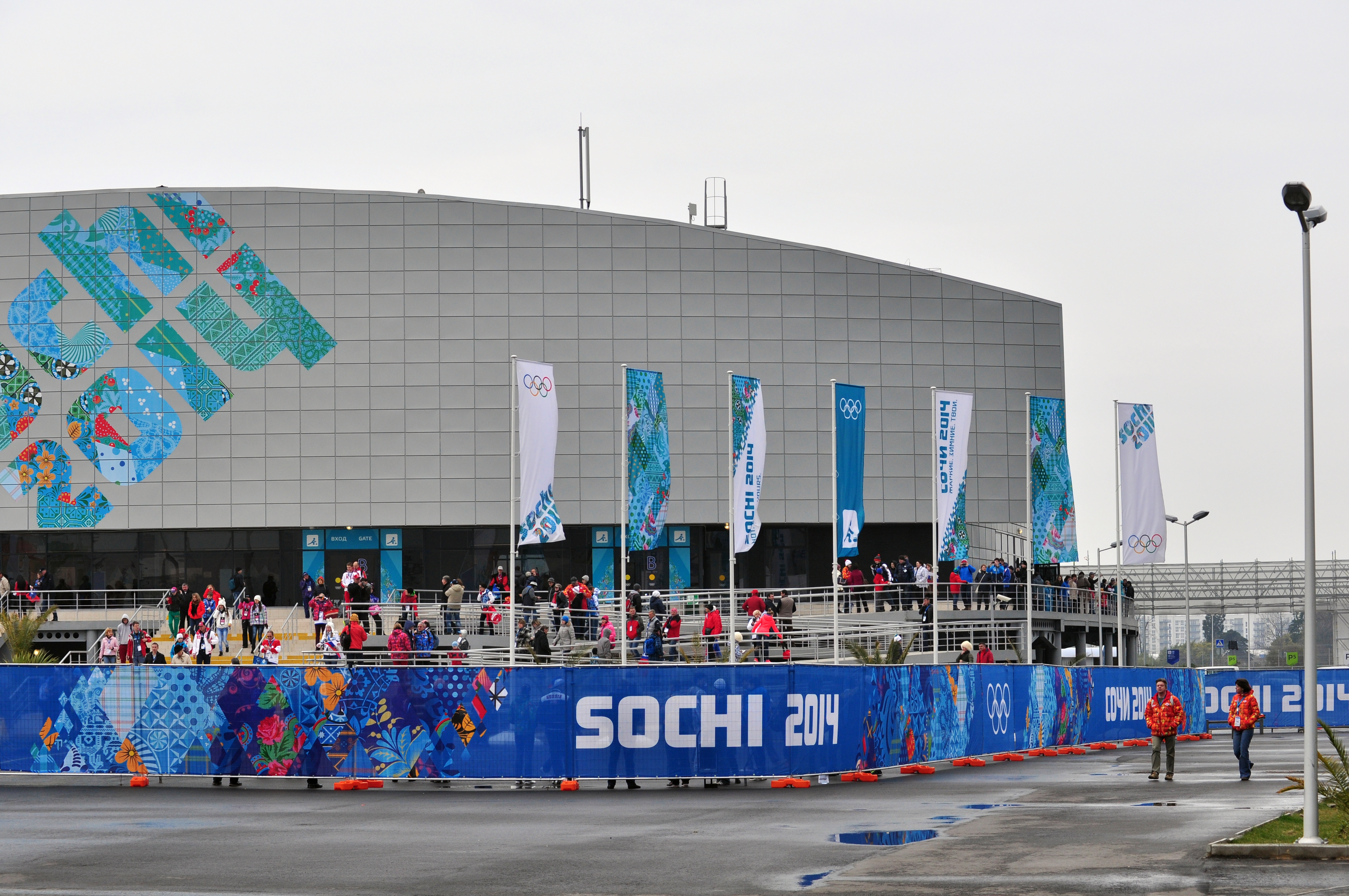
Centro de Curling Cubo de Hielo en Sochi, Rusia 2014

El Centro de Curling Cubo de Hielo (en ruso: Керлинговый центр Ледяной куб, Kerlingovy tsentr Ledianói kub) es un pabellón deportivo en Sochi (Rusia), sede de las competiciones de Curling en los Juegos Olímpicos de 2014.
Está ubicado en el Parque Olímpico del distrito de Adler, en la parte sudeste de Sochi, a pocos metros del Estadio Olímpico.
Es una instalación móvil, con capacidad para 3.000 espectadores, que después de los Juegos será desplazada a otra ciudad.